# Musée d'art de Rovaniemi
Le musée d'art de Rovaniemi (finnois : Rovaniemen taidemuseo) est un musée de Rovaniemi en Finlande.

## Architecture
Le musée est installé  dans un ancien dépôt de camions postaux construit en 1933.
En 1986, Juhani Pallasmaa rénove les espaces pour y installer le musée d'art qui ouvre ses portes au public le 17 octobre 1986. 
En mai 2011, le reste du bâtiment rénové par Juhani Pallasmaa  permet d'agrandir le musée et d'accueillir l'orchestre de chambre de Laponie,. 
Le bâtiment est renommé maison de la culture Korundi.

## Collections
La première collection du musée est celle que la fondation Jenny et Antti Wihuri a donnée à la ville de Rovaniemi le 15 août 1983. 
La collection est alors composée de 500 œuvres d'art contemporain finlandais à partir de la fin des années 1940.
Les collections actuelles regroupent plus de 3 000 œuvres.
Le musée accueille aussi des expositions temporaires.